# Dotun Akinsanya
Dotun Akinsanya (* 20. Januar 1981) ist ein nigerianischer Badmintonspieler. 

## Karriere
Dotun Akinsanya erkämpfte sich bei der Afrikameisterschaft 2002 Silber, 2002 Silber und Bronze. Zwei Jahre später wurde er Afrikameister im Herreneinzel.

## Sportliche Erfolge
| Saison | Veranstaltung       | Disziplin    | Platz | Name                               |
| ------ | ------------------- | ------------ | ----- | ---------------------------------- |
| 2000   | Afrikameisterschaft | Herrendoppel | 2     | Dotun Akinsanya / Abimbola Odejoke |
| 2002   | Afrikameisterschaft | Herrendoppel | 3     | Dotun Akinsanya / Abimbola Odejoke |
| 2002   | Afrikameisterschaft | Herreneinzel | 2     | Dotun Akinsanya                    |
| 2004   | Afrikameisterschaft | Herrendoppel | 2     | Dotun Akinsanya / Abimbola Odejoke |
| 2004   | Afrikameisterschaft | Herreneinzel | 1     | Dotun Akinsanya                    |